# Клое Дюфур-Лапуант

Клое Дюфур-Лапуант (фр. Chloé Dufour-Lapointe, 2 грудня 1991) — канадська фристайлістка, олімпійська медалістка. 
Срібну олімпійську медаль Клое виборола на Олімпійський іграх 2014 року в Сочі в могулі. 
Дві сестри Клое Жустін та Максім теж фристайлістки й олімпійки. 

## Зовнішні посилання
- Chloe Dufour-Lapointe profile at Vancouver 2010 Winter Olympics
- Chloe Dufour-Lapointe profile at the Canadian Olympic Committee [Архівовано 22 грудня 2010 у Wayback Machine.]
- Chloe Dufour-Lapointe Bio and Photos on About.com

1. ↑  Olympedia — 2006.